# Screen Actors Guild-díj a legjobb szereplőgárdának (vígjátéksorozat)
A legjobb szereplőgárda (vígjátéksorozat) kategóriában átadott Screen Actors Guild-díjat az első, 1995-ös díjátadó óta osztják ki minden évben, értékelve a vígjátéksorozatok szereplőit.
A legtöbb győzelmet a Modern család című szituációs komédia aratta, a 2010-es évek során négy egymást követő alkalommal (összesen nyolc jelölésből). A Narancs az új fekete és a Seinfeld stábja három-három győzelemmel büszkélkedhet. A legtöbb, tíz jelölést a Frasier – A dumagép kapta, ebből egyet tudott díjra váltani.

## Győztesek és jelöltek
(MEGJEGYZÉS: Az Év oszlop az adott sorozat sugárzási évére utal, a tényleges díjátadó ceremóniát a következő évben rendezték meg.)

### 1990-es évek
| Év                  | Magyar cím              | Eredeti cím | Színészek |
| 1994 1. gála        |                         | | |
| ------------------- | ----------------------- | --- | --- |
| 1994 1. gála        | Seinfeld                | Seinfeld | Jason Alexander, Julia Louis-Dreyfus, Michael Richards, Jerry Seinfeld                                                                                     |
| 1994 1. gála        | Frasier – A dumagép     | Frasier | Peri Gilpin, Kelsey Grammer, Jane Leeves, John Mahoney, David Hyde Pierce                                                                                  |
| 1994 1. gála        | Megőrülök érted         | Mad About You | Helen Hunt, Leila Kenzle, Richard Kind, John Pankow, Anne Ramsay, Paul Reiser                                                                              |
| 1994 1. gála        | Miért éppen Alaszka?    | Northern Exposure | Darren E. Burrows, John Corbett, Barry Corbin, John Cullum, Cynthia Geary, Elaine Miles, Rob Morrow, Peg Phillips, Teri Polo, Paul Provenza, Janine Turner |
| 1994 1. gála        | Murphy Brown            | Murphy Brown | Candice Bergen, Pat Corley, Faith Ford, Charles Kimbrough, Robert Pastorelli, Joe Regalbuto, Grant Shaud                                                   |
| 1995 2. gála        |                         | | |
| Jóbarátok           | Friends                 | Jennifer Aniston, Courteney Cox, Lisa Kudrow, Matt LeBlanc, Matthew Perry, David Schwimmer                                                                                | |
| Cybill              | Cybill                  | Christine Baranski, Dedee Pfeiffer, Alan Rosenberg, Cybill Shepherd, Alicia Witt, Tom Wopat                                                                               | |
| Frasier – A dumagép | Frasier                 | Dan Butler, Peri Gilpin, Kelsey Grammer, Jane Leeves, John Mahoney, David Hyde Pierce                                                                                     | |
| Megőrülök érted     | Mad About You           | Helen Hunt, Leila Kenzle, John Pankow, Anne Ramsay, Paul Reiser | |
| Seinfeld            | Seinfeld                | Jason Alexander, Julia Louis-Dreyfus, Michael Richards, Jerry Seinfeld | |
| 1996 3. gála        |                         | | |
| Seinfeld            | Seinfeld                | Jason Alexander, Julia Louis-Dreyfus, Michael Richards, Jerry Seinfeld | |
| Frasier – A dumagép | Frasier                 | Dan Butler, Peri Gilpin, Kelsey Grammer, Jane Leeves, John Mahoney, David Hyde Pierce                                                                                     | |
| Megőrülök érted     | Mad About You           | Helen Hunt, Leila Kenzle, John Pankow, Anne Ramsay, Paul Reiser | |
|                     | Remember WENN           | Tom Beckett, George Hall, Margaret Hall, John Bedford Lloyd, Melinda Mullins, Christopher Murney, Amanda Naughton, Hugh O'Gorman, Kevin O'Rourke, Dina Spybey, Mary Stout | |
| Űrbalekok           | 3rd Rock from the Sun   | Jane Curtin, Joseph Gordon-Levitt, Kristen Johnston, John Lithgow, French Stewart                                                                                         | |
| 1997 4. gála        |                         | | |
| Seinfeld            | Seinfeld                | Jason Alexander, Julia Louis-Dreyfus, Michael Richards, Jerry Seinfeld | |
| Ally McBeal         | Ally McBeal             | Gil Bellows, Lisa Nicole Carson, Calista Flockhart, Greg Germann, Jane Krakowski, Peter MacNicol, Courtney Thorne-Smith                                                   | |
| Frasier – A dumagép | Frasier                 | Dan Butler, Peri Gilpin, Kelsey Grammer, Jane Leeves, John Mahoney, David Hyde Pierce                                                                                     | |
| Megőrülök érted     | Mad About You           | Robin Bartlett, Cynthia Harris, Helen Hunt, Leila Kenzle, John Pankow, Paul Reiser, Louis Zorich                                                                          | |
| Űrbalekok           | 3rd Rock from the Sun   | Jane Curtin, Joseph Gordon-Levitt, Kristen Johnston, John Lithgow, French Stewart                                                                                         | |
| 1998 5. gála        |                         | | |
| Ally McBeal         | Ally McBeal             | Gil Bellows, Lisa Nicole Carson, Portia de Rossi, Calista Flockhart, Greg Germann, Jane Krakowski, Lucy Liu, Peter MacNicol, Vonda Shepard, Courtney Thorne-Smith         | |
| Frasier – A dumagép | Frasier                 | Dan Butler, Peri Gilpin, Kelsey Grammer, Jane Leeves, John Mahoney, David Hyde Pierce                                                                                     | |
| Jóbarátok           | Friends                 | Jennifer Aniston, Courteney Cox, Lisa Kudrow, Matt LeBlanc, Matthew Perry, David Schwimmer                                                                                | |
| Szeretünk Raymond   | Everybody Loves Raymond | Peter Boyle, Brad Garrett, Patricia Heaton, Doris Roberts, Ray Romano, Madylin Sweeten                                                                                    | |
| Űrbalekok           | 3rd Rock from the Sun   | Jane Curtin, Joseph Gordon-Levitt, Kristen Johnston, John Lithgow, French Stewart                                                                                         | |
| 1999 6. gála        |                         | | |
| Frasier – A dumagép | Frasier                 | Dan Butler, Peri Gilpin, Kelsey Grammer, Jane Leeves, John Mahoney, David Hyde Pierce                                                                                     | |
| Ally McBeal         | Ally McBeal             | Gil Bellows, Lisa Nicole Carson, Portia de Rossi, Calista Flockhart, Greg Germann, Jane Krakowski, Lucy Liu, Peter MacNicol, Vonda Shepard, Courtney Thorne-Smith         | |
| Esti meccsek        | Sports Night            | Josh Charles, Robert Guillaume, Felicity Huffman, Peter Krause, Sabrina Lloyd, Joshua Malina                                                                              | |
| Jóbarátok           | Friends                 | Jennifer Aniston, Courteney Cox, Lisa Kudrow, Matt LeBlanc, Matthew Perry, David Schwimmer                                                                                | |
| Szeretünk Raymond   | Everybody Loves Raymond | Peter Boyle, Brad Garrett, Patricia Heaton, Doris Roberts, Ray Romano, Madylin Sweeten                                                                                    | |

### 2000-es évek
| Év                           | Magyar cím              | Eredeti cím | Színészek |
| 2000 7. gála                 |                         | | |
| ---------------------------- | ----------------------- | --- | --- |
| 2000 7. gála                 | Will és Grace           | Will & Grace | Sean Hayes, Eric McCormack, Debra Messing, Megan Mullally |
| 2000 7. gála                 | Ally McBeal             | Ally McBeal | Lisa Nicole Carson, Portia de Rossi, Robert Downey Jr., Calista Flockhart, Greg Germann, Jane Krakowski, James LeGros, Lucy Liu, Peter MacNicol, Vonda Shepard |
| 2000 7. gála                 | Frasier – A dumagép     | Frasier | Peri Gilpin, Kelsey Grammer, Jane Leeves, John Mahoney, David Hyde Pierce                                                                                      |
| 2000 7. gála                 | Jóbarátok               | Friends | Jennifer Aniston, Courteney Cox, Lisa Kudrow, Matt LeBlanc, Matthew Perry, David Schwimmer                                                                     |
| 2000 7. gála                 | Szex és New York        | Sex and the City | Kim Cattrall, Kristin Davis, Cynthia Nixon, Sarah Jessica Parker                                                                                               |
| 2001 8. gála                 |                         | | |
| Szex és New York             | Sex and the City        | Kim Cattrall, Kristin Davis, Cynthia Nixon, Sarah Jessica Parker | |
| Frasier – A dumagép          | Frasier                 | Peri Gilpin, Kelsey Grammer, Jane Leeves, John Mahoney, David Hyde Pierce | |
| Jóbarátok                    | Friends                 | Jennifer Aniston, Courteney Cox, Lisa Kudrow, Matt LeBlanc, Matthew Perry, David Schwimmer | |
| Szeretünk Raymond            | Everybody Loves Raymond | Peter Boyle, Brad Garrett, Patricia Heaton, Doris Roberts, Ray Romano, Madylin Sweeten | |
| Will és Grace                | Will & Grace            | Sean Hayes, Eric McCormack, Debra Messing, Shelley Morrison, Megan Mullally | |
| 2002 9. gála                 |                         | | |
| Szeretünk Raymond            | Everybody Loves Raymond | Peter Boyle, Brad Garrett, Patricia Heaton, Doris Roberts, Ray Romano, Madylin Sweeten | |
| Frasier – A dumagép          | Frasier                 | Peri Gilpin, Kelsey Grammer, Jane Leeves, John Mahoney, David Hyde Pierce | |
| Jóbarátok                    | Friends                 | Jennifer Aniston, Courteney Cox, Lisa Kudrow, Matt LeBlanc, Matthew Perry, David Schwimmer | |
| Szex és New York             | Sex and the City        | Kim Cattrall, Kristin Davis, Cynthia Nixon, Sarah Jessica Parker | |
| Will és Grace                | Will & Grace            | Sean Hayes, Eric McCormack, Debra Messing, Shelley Morrison, Megan Mullally | |
| 2003 10. gála                |                         | | |
| Szex és New York             | Sex and the City        | Kim Cattrall, Kristin Davis, Cynthia Nixon, Sarah Jessica Parker | |
| Frasier – A dumagép          | Frasier                 | Peri Gilpin, Kelsey Grammer, Jane Leeves, John Mahoney, David Hyde Pierce | |
| Jóbarátok                    | Friends                 | Jennifer Aniston, Courteney Cox, Lisa Kudrow, Matt LeBlanc, Matthew Perry, David Schwimmer | |
| Szeretünk Raymond            | Everybody Loves Raymond | Peter Boyle, Brad Garrett, Patricia Heaton, Doris Roberts, Ray Romano, Madylin Sweeten | |
| Will és Grace                | Will & Grace            | Sean Hayes, Eric McCormack, Debra Messing, Megan Mullally | |
| 2004 11. gála                |                         | | |
| Született feleségek          | Desperate Housewives    | Andrea Bowen, Ricardo Chavira, Marcia Cross, Steven Culp, James Denton, Teri Hatcher, Felicity Huffman, Cody Kasch, Eva Longoria, Jesse Metcalfe, Mark Moses, Nicollette Sheridan, Brenda Strong | |
| Az ítélet: család            | Arrested Development    | Will Arnett, Jason Bateman, Michael Cera, David Cross, Portia de Rossi, Tony Hale, Alia Shawkat, Jeffrey Tambor, Jessica Walter | |
| Szeretünk Raymond            | Everybody Loves Raymond | Peter Boyle, Brad Garrett, Patricia Heaton, Monica Horan, Doris Roberts, Ray Romano, Madylin Sweeten | |
| Szex és New York             | Sex and the City        | Kim Cattrall, Kristin Davis, Cynthia Nixon, Sarah Jessica Parker | |
| Will és Grace                | Will & Grace            | Sean Hayes, Eric McCormack, Debra Messing, Megan Mullally | |
| 2005 12. gála                |                         | | |
| Született feleségek          | Desperate Housewives    | Roger Bart, Andrea Bowen, Mehcad Brooks, Ricardo Chavira, Marcia Cross, Steven Culp, James Denton, Teri Hatcher, Felicity Huffman, Brent Kinsman, Shane Kinsman, Eva Longoria, Mark Moses, Doug Savant, Nicollette Sheridan, Brenda Strong, Alfre Woodard | |
| Boston Legal – Jogi játszmák | Boston Legal            | René Auberjonois, Ryan Michelle Bathe, Candice Bergen, Julie Bowen, Justin Mentell, Rhona Mitra, Monica Potter, William Shatner, James Spader, Mark Valley | |
| Félig üres                   | Curb Your Enthusiasm    | Shelley Berman, Larry David, Susie Essman, Jeff Garlin, Cheryl Hines, Richard Lewis | |
| Az ítélet: család            | Arrested Development    | Will Arnett, Jason Bateman, Michael Cera, David Cross, Portia de Rossi, Tony Hale, Alia Shawkat, Jeffrey Tambor, Jessica Walter | |
| A nevem Earl                 | My Name Is Earl         | Jason Lee, Jaime Pressly, Eddie Steeples, Ethan Suplee, Nadine Velazquez | |
| 2006 13. gála                |                         | | |
| Office                       | The Office              | Leslie David Baker, Brian Baumgartner, Steve Carell, David Denman, Jenna Fischer, Kate Flannery, Melora Hardin, Mindy Kaling, Angela Kinsey, John Krasinski, Paul Lieberstein, B. J. Novak, Oscar Nuñez, Phyllis Smith, Rainn Wilson | |
| Ki ez a lány?                | Ugly Betty              | Alan Dale, America Ferrera, Mark Indelicato, Ashley Jensen, Eric Mabius, Becki Newton, Ana Ortiz, Tony Plana, Kevin Sussman, Michael Urie, Vanessa Williams | |
| Nancy ül a fűben             | Weeds                   | Martin Donovan, Alexander Gould, Justin Kirk, Romany Malco, Kevin Nealon, Mary-Louise Parker, Hunter Parrish, Tonye Patano, Elizabeth Perkins | |
| Született feleségek          | Desperate Housewives    | Andrea Bowen, Mehcad Brooks, Ricardo Chavira, Marcia Cross, James Denton, Teri Hatcher, Josh Henderson, Zane Huett, Felicity Huffman, Kathryn Joosten, Nashawn Kearse, Brent Kinsman, Shane Kinsman, Joy Lauren, Eva Longoria, Kyle MacLachlan, Laurie Metcalf, Shawn Pyfrom, Doug Savant, Dougray Scott, Nicollette Sheridan, Brenda Strong, Kiersten Warren, Alfre Woodard               | |
| Törtetők                     | Entourage               | Kevin Connolly, Kevin Dillon, Jerry Ferrara, Adrian Grenier, Rex Lee, Debi Mazar, Jeremy Piven, Perrey Reeves | |
| 2007 14. gála                |                         | | |
| Office                       | The Office              | Leslie David Baker, Brian Baumgartner, Steve Carell, David Denman, Jenna Fischer, Kate Flannery, Melora Hardin, Mindy Kaling, Angela Kinsey, John Krasinski, Paul Lieberstein, B. J. Novak, Oscar Nuñez, Phyllis Smith, Rainn Wilson | |
| Ki ez a lány?                | Ugly Betty              | Alan Dale, America Ferrera, Mark Indelicato, Ashley Jensen, Eric Mabius, Becki Newton, Ana Ortiz, Tony Plana, Stelio Savante, Kevin Sussman, Michael Urie, Vanessa Williams | |
| A stúdió                     | 30 Rock                 | Scott Adsit, Alec Baldwin, Katrina Bowden, Tina Fey, Judah Friedlander, Jane Krakowski, Jack McBrayer, Tracy Morgan, Keith Powell, Lonny Ross | |
| Született feleségek          | Desperate Housewives    | Andrea Bowen, Ricardo Chavira, Marcia Cross, Dana Delany, James Denton, Nathan Fillion, Lyndsy Fonseca, Rachel Fox, Teri Hatcher, Zane Huett, Felicity Huffman, Kathryn Joosten, Brent Kinsman, Shane Kinsman, Joy Lauren, Eva Longoria, Kyle MacLachlan, Shawn Pyfrom, Doug Savant, Dougray Scott, Nicollette Sheridan, John Slattery, Brenda Strong                                      | |
| Törtetők                     | Entourage               | Kevin Connolly, Kevin Dillon, Jerry Ferrara, Adrian Grenier, Rex Lee, Debi Mazar, Jeremy Piven, Perrey Reeves | |
| 2008 15. gála                |                         | | |
| A stúdió                     | 30 Rock                 | Scott Adsit, Alec Baldwin, Katrina Bowden, Tina Fey, Judah Friedlander, Jane Krakowski, Jack McBrayer, Tracy Morgan, Keith Powell, Lonny Ross | |
| Nancy ül a fűben             | Weeds                   | Demián Bichir, Julie Bowen, Enrique Castillo, Guillermo Díaz, Alexander Gould, Allie Grant, Justin Kirk, Hemky Madera, Andy Milder, Kevin Nealon, Mary-Louise Parker, Hunter Parrish, Elizabeth Perkins, Jack Stehlin | |
| Office                       | The Office              | Leslie David Baker, Brian Baumgartner, Creed Bratton, Steve Carell, Jenna Fischer, Kate Flannery, Melora Hardin, Ed Helms, Mindy Kaling, Angela Kinsey, John Krasinski, Paul Lieberstein, B. J. Novak, Oscar Nuñez, Craig Robinson, Phyllis Smith, Rainn Wilson | |
| Született feleségek          | Desperate Housewives    | Kendall Applegate, Andrea Bowen, Charles Carver, Max Carver, Ricardo Chavira, Marcia Cross, Dana Delany, James Denton, Lyndsy Fonseca, Rachel Fox, Teri Hatcher, Zane Huett, Felicity Huffman, Kathryn Joosten, Brent Kinsman, Shane Kinsman, Joy Lauren, Eva Longoria, Kyle MacLachlan, Neal McDonough, Joshua Logan Moore, Shawn Pyfrom, Doug Savant, Nicollette Sheridan, Brenda Strong | |
| Törtetők                     | Entourage               | Kevin Connolly, Kevin Dillon, Jerry Ferrara, Adrian Grenier, Rex Lee, Jeremy Piven, Perrey Reeves | |
| 2009 16. gála                |                         | | |
| Glee – Sztárok leszünk!      | Glee                    | Dianna Agron, Chris Colfer, Patrick Gallagher, Jessalyn Gilsig, Jane Lynch, Jayma Mays, Kevin McHale, Lea Michele, Cory Monteith, Heather Morris, Matthew Morrison, Amber Riley, Naya Rivera, Mark Salling, Harry Shum Jr., Josh Sussman, Dijon Talton, Iqbal Theba, Jenna Ushkowitz | |
| Félig üres                   | Curb Your Enthusiasm    | Larry David, Susie Essman, Jeff Garlin, Cheryl Hines | |
| Modern család                | Modern Family           | Julie Bowen, Ty Burrell, Jesse Tyler Ferguson, Nolan Gould, Sarah Hyland, Ed O’Neill, Rico Rodriguez, Eric Stonestreet, Sofía Vergara, Ariel Winter | |
| Office                       | The Office              | Leslie David Baker, Brian Baumgartner, Creed Bratton, Steve Carell, Jenna Fischer, Kate Flannery, Ed Helms, Mindy Kaling, Ellie Kemper, Angela Kinsey, John Krasinski, Paul Lieberstein, B. J. Novak, Oscar Nuñez, Craig Robinson, Phyllis Smith, Rainn Wilson | |
| A stúdió                     | 30 Rock                 | Scott Adsit, Alec Baldwin, Katrina Bowden, Kevin Brown, Grizz Chapman, Tina Fey, Judah Friedlander, Jane Krakowski, Jack McBrayer, Tracy Morgan, Maulik Pancholy, Keith Powell, Lonny Ross | |

### 2010-es évek
| Év                             | Magyar cím                | Eredeti cím | Színészek |
| 2010 17. gála                  |                           | | |
| ------------------------------ | ------------------------- | --- | --- |
| 2010 17. gála                  | Modern család             | Modern Family | Julie Bowen, Ty Burrell, Jesse Tyler Ferguson, Nolan Gould, Sarah Hyland, Ed O’Neill, Rico Rodriguez, Eric Stonestreet, Sofía Vergara, Ariel Winter |
| 2010 17. gála                  | Glee – Sztárok leszünk!   | Glee | Max Adler, Dianna Agron, Chris Colfer, Jane Lynch, Jayma Mays, Kevin McHale, Lea Michele, Cory Monteith, Heather Morris, Matthew Morrison, Mike O'Malley, Amber Riley, Naya Rivera, Mark Salling, Harry Shum Jr., Iqbal Theba, Jenna Ushkowitz                             |
| 2010 17. gála                  | Office                    | The Office | Leslie David Baker, Brian Baumgartner, Creed Bratton, Steve Carell, Jenna Fischer, Kate Flannery, Ed Helms, Mindy Kaling, Ellie Kemper, Angela Kinsey, John Krasinski, Paul Lieberstein, B. J. Novak, Oscar Nuñez, Craig Robinson, Phyllis Smith, Rainn Wilson, Zach Woods |
| 2010 17. gála                  | A stúdió                  | 30 Rock | Scott Adsit, Alec Baldwin, Katrina Bowden, Kevin Brown, Grizz Chapman, Tina Fey, Judah Friedlander, Jane Krakowski, John Lutz, Jack McBrayer, Tracy Morgan, Maulik Pancholy, Keith Powell                                                                                  |
| 2010 17. gála                  | Vérmes négyes             | Hot in Cleveland | Valerie Bertinelli, Jane Leeves, Wendie Malick, Betty White |
| 2011 18. gála                  |                           | | |
| Modern család                  | Modern Family             | Aubrey Anderson-Emmons, Julie Bowen, Ty Burrell, Jesse Tyler Ferguson, Nolan Gould, Sarah Hyland, Ed O’Neill, Rico Rodriguez, Eric Stonestreet, Sofía Vergara, Ariel Winter | |
| Agymenők                       | The Big Bang Theory       | Mayim Bialik, Kaley Cuoco, Johnny Galecki, Simon Helberg, Kunal Nayyar, Jim Parsons, Melissa Rauch | |
| Glee – Sztárok leszünk!        | Glee                      | Dianna Agron, Chris Colfer, Darren Criss, Ashley Fink, Dot Marie Jones, Jane Lynch, Jayma Mays, Kevin McHale, Lea Michele, Cory Monteith, Heather Morris, Matthew Morrison, Mike O'Malley, Chord Overstreet, Lauren Potter, Amber Riley, Naya Rivera, Mark Salling, Harry Shum Jr., Iqbal Theba, Jenna Ushkowitz | |
| Office                         | The Office                | Leslie David Baker, Brian Baumgartner, Creed Bratton, Steve Carell, Jenna Fischer, Kate Flannery, Ed Helms, Mindy Kaling, Ellie Kemper, Angela Kinsey, John Krasinski, Paul Lieberstein, B. J. Novak, Oscar Nuñez, Craig Robinson, James Spader, Phyllis Smith, Rainn Wilson, Zach Woods | |
| A stúdió                       | 30 Rock                   | Scott Adsit, Alec Baldwin, Katrina Bowden, Kevin Brown, Grizz Chapman, Tina Fey, Judah Friedlander, Jane Krakowski, John Lutz, Jack McBrayer, Tracy Morgan, Maulik Pancholy, Keith Powell | |
| 2012 19. gála                  |                           | | |
| Modern család                  | Modern Family             | Aubrey Anderson-Emmons, Julie Bowen, Ty Burrell, Jesse Tyler Ferguson, Nolan Gould, Sarah Hyland, Ed O’Neill, Rico Rodriguez, Eric Stonestreet, Sofía Vergara, Ariel Winter | |
| Agymenők                       | The Big Bang Theory       | Mayim Bialik, Kaley Cuoco, Johnny Galecki, Simon Helberg, Kunal Nayyar, Jim Parsons, Melissa Rauch | |
| Glee – Sztárok leszünk!        | Glee                      | Dianna Agron, Chris Colfer, Darren Criss, Dot Marie Jones, Samuel Larsen, Vanessa Lengies, Jane Lynch, Jayma Mays, Kevin McHale, Lea Michele, Cory Monteith, Heather Morris, Matthew Morrison, Mike O'Malley, Alex Newell, Chord Overstreet, Lauren Potter, Amber Riley, Naya Rivera, Mark Salling, Harry Shum Jr., Iqbal Theba, Jenna Ushkowitz | |
| Jackie nővér                   | Nurse Jackie              | Edie Falco, Eve Best, Merritt Wever, Paul Schulze, Peter Facinelli, Dominic Fumusa, Anna Deavere Smith, Stephen Wallem, Ruby Jerins, Mackenzie Aladjem, Haaz Sleiman, Bobby Cannavale | |
| Office                         | The Office                | Leslie David Baker, Brian Baumgartner, Creed Bratton, Jenna Fischer, Kate Flannery, Ed Helms, Mindy Kaling, Ellie Kemper, Angela Kinsey, John Krasinski, Paul Lieberstein, B. J. Novak, Oscar Nuñez, Craig Robinson, James Spader, Phyllis Smith, Rainn Wilson, Zach Woods | |
| A stúdió                       | 30 Rock                   | Scott Adsit, Alec Baldwin, Katrina Bowden, Kevin Brown, Grizz Chapman, Tina Fey, Judah Friedlander, Jane Krakowski, John Lutz, Jack McBrayer, Tracy Morgan, Maulik Pancholy, Keith Powell | |
| 2013 20. gála                  |                           | | |
| Modern család                  | Modern Family             | Aubrey Anderson-Emmons, Julie Bowen, Ty Burrell, Jesse Tyler Ferguson, Nolan Gould, Sarah Hyland, Ed O’Neill, Rico Rodriguez, Eric Stonestreet, Sofía Vergara, Ariel Winter | |
| Agymenők                       | The Big Bang Theory       | Mayim Bialik, Kaley Cuoco, Johnny Galecki, Simon Helberg, Kunal Nayyar, Jim Parsons, Melissa Rauch, Kevin Sussman | |
| Az alelnök                     | Veep                      | Sufe Bradshaw, Anna Chlumsky, Gary Cole, Kevin Dunn, Tony Hale, Julia Louis-Dreyfus, Reid Scott, Timothy Simons, Matt Walsh | |
| Az ítélet: család              | Arrested Development      | Will Arnett, Jason Bateman, John Beard, Michael Cera, David Cross, Portia de Rossi, Isla Fisher, Tony Hale, Ron Howard, Liza Minnelli, Alia Shawkat, Jeffrey Tambor, Jessica Walter, Henry Winkler | |
| A stúdió                       | 30 Rock                   | Scott Adsit, Alec Baldwin, Katrina Bowden, Kevin Brown, Grizz Chapman, Tina Fey, Judah Friedlander, Jane Krakowski, John Lutz, James Marsden, Jack McBrayer, Tracy Morgan, Maulik Pancholy, Keith Powell | |
| 2014 21. gála                  |                           | | |
| Narancs az új fekete           | Orange Is the New Black   | Uzo Aduba, Jason Biggs, Danielle Brooks, Laverne Cox, Jackie Cruz, Catherine Curtin, Lea DeLaria, Beth Fowler, Yvette Freeman, Germar Terrell Gardner, Kimiko Glenn, Annie Golden, Diane Guerrero, Michael J. Harney, Vicky Jeudy, Julie Lake, Lauren Lapkus, Selenis Leyva, Natasha Lyonne, Taryn Manning, Joel Marsh Garland, Matt McGorry, Adrienne C. Moore, Kate Mulgrew, Emma Myles, Jessica Pimentel, Dascha Polanco, Alysia Reiner, Judith Roberts, Elizabeth Rodriguez, Barbara Rosenblat, Nick Sandow, Abigail Savage, Taylor Schilling, Constance Shulman, Dale Soules, Yael Stone, Lorraine Toussaint, Lin Tucci, Samira Wiley                                                                  | |
| Agymenők                       | The Big Bang Theory       | Mayim Bialik, Kaley Cuoco, Johnny Galecki, Simon Helberg, Kunal Nayyar, Jim Parsons, Melissa Rauch | |
| Az alelnök                     | Veep                      | Sufe Bradshaw, Anna Chlumsky, Gary Cole, Kevin Dunn, Tony Hale, Julia Louis-Dreyfus, Reid Scott, Timothy Simons, Matt Walsh | |
| Brooklyn 99 – Nemszázas körzet | Brooklyn Nine-Nine        | Stephanie Beatriz, Dirk Blocker, Andre Braugher, Terry Crews, Melissa Fumero, Joe Lo Truglio, Joel McKinnon Miller, Chelsea Peretti, Andy Samberg | |
| Modern család                  | Modern Family             | Aubrey Anderson-Emmons, Julie Bowen, Ty Burrell, Jesse Tyler Ferguson, Nolan Gould, Sarah Hyland, Ed O’Neill, Rico Rodriguez, Eric Stonestreet, Sofía Vergara, Ariel Winter | |
| 2015 22. gála                  |                           | | |
| Narancs az új fekete           | Orange Is the New Black   | Uzo Aduba, Mike Birbiglia, Marsha Stephanie Blake, Danielle Brooks, Laverne Cox, Jackie Cruz, Catherine Curtin, Lea DeLaria, Beth Fowler, Joel Marsh Garland, Kimiko Glenn, Annie Golden, Diane Guerrero, Michael J. Harney, Vicky Jeudy, Selenis Leyva, Taryn Manning, Adrienne C. Moore, Kate Mulgrew, Emma Myles, Matt Peters, Lori Petty, Jessica Pimentel, Dascha Polanco, Laura Prepon, Elizabeth Rodriguez, Ruby Rose, Nick Sandow, Abigail Savage, Taylor Schilling, Constance Shulman, Dale Soules, Yael Stone, Samira Wiley | |
| Agymenők                       | The Big Bang Theory       | Mayim Bialik, Kaley Cuoco, Johnny Galecki, Simon Helberg, Kunal Nayyar, Jim Parsons, Melissa Rauch | |
| Az alelnök                     | Veep                      | Diedrich Bader, Sufe Bradshaw, Anna Chlumsky, Gary Cole, Kevin Dunn, Tony Hale, Hugh Laurie, Julia Louis-Dreyfus, Phil Reeves, Sam Richardson, Reid Scott, Timothy Simons, Sarah Sutherland, Matt Walsh | |
|                                | Key & Peele               | Keegan-Michael Key, Jordan Peele | |
| Modern család                  | Modern Family             | Aubrey Anderson-Emmons, Julie Bowen, Ty Burrell, Jesse Tyler Ferguson, Nolan Gould, Sarah Hyland, Ed O’Neill, Rico Rodriguez, Eric Stonestreet, Sofía Vergara, Ariel Winter | |
| Nincs titok                    | Transparent               | Alexandra Billings, Carrie Brownstein, Jay Duplass, Kathryn Hahn, Gaby Hoffmann, Cherry Jones, Amy Landecker, Judith Light, Hari Nef, Emily Robinson, Jeffrey Tambor | |
| 2016 23. gála                  |                           | | |
| Narancs az új fekete           | Orange Is the New Black   | Uzo Aduba, Alan Aisenberg, Danielle Brooks, Blair Brown, Jackie Cruz, Lea DeLaria, Beth Dover, Kimiko Glenn, Annie Golden, Laura Gómez, Diane Guerrero, Michael J. Harney, Brad William Henke, Vicky Jeudy, Julie Lake, Selenis Leyva, Natasha Lyonne, Taryn Manning, James McMenamin, Adrienne C. Moore, Kate Mulgrew, Emma Myles, Matt Peters, Lori Petty, Jessica Pimentel, Dascha Polanco, Laura Prepon, Jolene Purdy, Elizabeth Rodriguez, Nick Sandow, Abigail Savage, Taylor Schilling, Constance Shulman, Dale Soules, Yael Stone, Lin Tucci, Samira Wiley | |
| Agymenők                       | The Big Bang Theory       | Mayim Bialik, Kaley Cuoco, Johnny Galecki, Simon Helberg, Kunal Nayyar, Jim Parsons, Melissa Rauch | |
| Az alelnök                     | Veep                      | Dan Bakkedahl, Sufe Bradshaw, Anna Chlumsky, Gary Cole, Kevin Dunn, Clea DuVall, Nelson Franklin, Tony Hale, Hugh Laurie, Julia Louis-Dreyfus, Sam Richardson, Reid Scott, Timothy Simons, John Slattery, Sarah Sutherland, Matt Walsh, Wayne Wilderson | |
| Feketék fehéren                | Black-ish                 | Anthony Anderson, Miles Brown, Deon Cole, Laurence Fishburne, Jenifer Lewis, Peter Mackenzie, Marsai Martin, Jeff Meacham, Tracee Ellis Ross, Marcus Scribner, Yara Shahidi | |
| Modern család                  | Modern Family             | Aubrey Anderson-Emmons, Julie Bowen, Ty Burrell, Jesse Tyler Ferguson, Nolan Gould, Sarah Hyland, Jeremy Maguire, Ed O’Neill, Rico Rodriguez, Eric Stonestreet, Sofía Vergara, Ariel Winter | |
| 2017 24. gála                  |                           | | |
| Az alelnök                     | Veep                      | Dan Bakkedahl, Anna Chlumsky, Gary Cole, Margaret Colin, Kevin Dunn, Clea Duvall, Nelson Franklin, Tony Hale, Julia Louis-Dreyfus, Sam Richardson, Paul Scheer, Reid Scott, Timothy Simons, Sarah Sutherland, Matt Walsh | |
| Feketék fehéren                | Black-ish                 | Anthony Anderson, Miles Brown, Deon Cole, Laurence Fishburne, Jenifer Lewis, Peter Mackenzie, Marsai Martin, Jeff Meacham, Tracee Ellis Ross, Marcus Scribner, Yara Shahidi | |
| Félig üres                     | Curb Your Enthusiasm      | Ted Danson, Larry David, Susie Essman, Jeff Garlin, Cheryl Hines, J. B. Smoove | |
| GLOW                           | GLOW                      | Britt Baron, Alison Brie, Kimmy Gatewood, Betty Gilpin, Rebekka Johnson, Chris Lowell, Sunita Mani, Marc Maron, Kate Nash, Sydelle Noel, Marianna Palka, Gayle Rankin, Bashir Salahuddin, Rich Sommer, Kia Stevens, Jackie Tohn, Ellen Wong, Britney Young | |
| Narancs az új fekete           | Orange Is the New Black   | Uzo Aduba, Emily Althaus, Danielle Brooks, Rosal Colon, Jackie Cruz, Francesca Curran, Daniella De Jesus, Lea DeLaria, Nick Dillenburg, Asia Kate Dillon, Beth Dover, Kimiko Glenn, Annie Golden, Laura Gómez, Diane Guerrero, Evan Arthur Hall, Michael J. Harney, Brad William Henke, Mike Houston, Vicky Jeudy, Kelly Karbacz, Julie Lake, Selenis Leyva, Natasha Lyonne, Taryn Manning, Adrienne C. Moore, Miriam Morales, Kate Mulgrew, Emma Myles, John Palladino, Matt Peters, Jessica Pimentel, Dascha Polanco, Laura Prepon, Jolene Purdy, Elizabeth Rodriguez, Nick Sandow, Abigail Savage, Taylor Schilling, Constance Shulman, Dale Soules, Yael Stone, Emily Tarver, Michael Torpey, Lin Tucci | |
| 2018 25. gála                  |                           | | |
| A káprázatos Mrs. Maisel       | The Marvelous Mrs. Maisel | Caroline Aaron, Alex Borstein, Rachel Brosnahan, Marin Hinkle, Zachary Levi, Kevin Pollak, Tony Shalhoub, Brian Tarantina, Michael Zegen | |
| Atlanta                        | Atlanta                   | Khris Davis, Donald Glover, Brian Tyree Henry, Lakeith Stanfield | |
| Barry                          | Barry                     | Darrell Britt-Gibson, D'Arcy Carden, Andy Carey, Anthony Carrigan, Rightor Doyle, Glenn Fleschler, Alejandro Furth, Sarah Goldberg, Bill Hader, Kirby Howell-Baptiste, Paula Newsome, John Pirruccello, Stephen Root, Henry Winkler | |
| GLOW                           | GLOW                      | Britt Baron, Shakira Barrera, Alison Brie, Kimmy Gatewood, Betty Gilpin, Rebekka Johnson, Chris Lowell, Sunita Mani, Marc Maron, Kate Nash, Sydelle Noel, Victor Quinaz, Gayle Rankin, Bashir Salahuddin, Kia Stevens, Jackie Tohn, Ellen Wong, Britney Young | |
| A Kominsky-módszer             | The Kominsky Method       | Jenna Lyng Adams, Alan Arkin, Sarah Baker, Casey Thomas Brown, Michael Douglas, Ashleigh LaThrop, Emily Osment, Graham Rogers, Susan Sullivan, Melissa Tang, Nancy Travis | |
| 2019 26. gála                  |                           | | |
| A káprázatos Mrs. Maisel       | The Marvelous Mrs. Maisel | Caroline Aaron, Alex Borstein, Rachel Brosnahan, Marin Hinkle, Kevin Pollak, Tony Shalhoub, Brian Tarantina, Michael Zegen, Stephanie Hsu, Joel Johnstone, Jane Lynch, Leroy McClain, Matilda Szydagis | |
| Barry                          | Barry                     | Darrell Britt-Gibson, D'Arcy Carden, Andy Carey, Anthony Carrigan, Rightor Doyle, Alejandro Furth, Sarah Goldberg, Bill Hader, Kirby Howell-Baptiste, John Pirruccello, Stephen Root, Henry Winkler, Nikita Bogolyubov, Troy Caylak, Patricia Fa'Asua, Nick Gracer, Michael Irby | |
| Bolhafészek                    | Fleabag                   | Sian Clifford, Olivia Colman, Brett Gelman, Bill Paterson, Andrew Scott, Phoebe Waller-Bridge | |
| A Kominsky-módszer             | The Kominsky Method       | Jenna Lyng Adams, Alan Arkin, Sarah Baker, Casey Thomas Brown, Michael Douglas, Graham Rogers, Melissa Tang, Nancy Travis, Lisa Edelstein, Paul Reiser, Jane Seymour | |
|                                | Schitt’s Creek            | Chris Elliott, Emily Hampshire, Daniel Levy, Eugene Levy, Sarah Levy, Dustin Milligan, Annie Murphy, Catherine O’Hara, Noah Reid, Jennifer Robertson, Karen Robinson | |

### 2020-as évek
| Év                        | Magyar cím                   | Eredeti cím | Színészek |
| 2020 27. gála             |                              | | |
| ------------------------- | ---------------------------- | --- | --- |
| 2020 27. gála             |                              | Schitt’s Creek | Chris Elliott, Emily Hampshire, Daniel Levy, Eugene Levy, Sarah Levy, Dustin Milligan, Annie Murphy, Catherine O’Hara, Noah Reid, Jennifer Robertson, Karen Robinson                                                       |
| 2020 27. gála             | Halott vagy                  | Dead to Me | Christina Applegate, Linda Cardellini, Max Jenkins, James Marsden, Sam McCarthy, Natalie Morales, Diana Maria Riva, Luke Roessler                                                                                          |
| 2020 27. gála             | A légikísérő                 | The Flight Attendant | Kaley Cuoco, Merle Dandridge, Nolan Gerard Funk, Michelle Gomez, Michiel Huisman, Yasha Jackson, Jason Jones, T.R. Knight, Zosia Mamet, Audrey Grace Marshall, Griffin Matthews, Rosie Perez, Terry Serpico, Colin Woodell |
| 2020 27. gála             | Nagy Katalin – A kezdetek    | The Great | Belinda Bromilow, Sebastian de Souza, Sacha Dhawan, Elle Fanning, Phoebe Fox, Bayo Gbadamosi, Adam Godley, Douglas Hodge, Nicholas Hoult, Louis Hynes, Florence Keith-Roach, Gwilym Lee, Danusia Samal, Charity Wakefield  |
| 2020 27. gála             | Ted Lasso                    | Ted Lasso | Annette Badland, Phil Dunster, Brett Goldstein, Brendan Hunt, Toheeb Jimoh, James Lance, Nick Mohammed, Jason Sudeikis, Jeremy Swift, Juno Temple, Hannah Waddingham                                                       |
| 2021 28. gála             |                              | | |
| Ted Lasso                 | Ted Lasso                    | Annette Badland, Kola Bokinni, Phil Dunster, Cristo Fernández, Brett Goldstein, Brendan Hunt, Toheeb Jimoh, Nick Mohammed, Sarah Niles, Jason Sudeikis, Jeremy Swift, Juno Temple, Hannah Waddingham'                                                                                                   | |
| Gyilkos a házban          | Only Murders in the Building | Aaron Dominguez, Selena Gomez, Jackie Hoffman, Jayne Houdyshell, Steve Martin, Amy Ryan, Martin Short | |
| Hacks – A pénz beszél     | Hacks                        | Rose Abdoo, Carl Clemons-Hopkins, Paul W. Downs, Hannah Einbinder, Mark Indelicato, Poppy Liu, Christopher McDonald, Jean Smart, Megan Stalter | |
| Nagy Katalin – A kezdetek | The Great                    | Julian Barratt, Belinda Bromilow, Sacha Dhawan, Elle Fanning, Phoebe Fox, Bayo Gbadamosi, Adam Godley, Douglas Hodge, Nicholas Hoult, Florence Keith-Roach, Gwilym Lee, Charity Wakefield | |
| A Kominsky-módszer        | The Kominsky Method          | Jenna Lyng Adams, Sarah Baker, Casey Thomas Brown, Michael Douglas, Lisa Edelstein, Ashleigh LaThrop, Emily Osment, Haley Joel Osment, Paul Reiser, Graham Rogers, Melissa Tang, Kathleen Turner | |
| 2022 29. gála             |                              | | |
| Abbott Általános Iskola   | Abbott Elementary            | Quinta Brunson, William Stanford Davis, Janelle James, Chris Perfetti, Sheryl Lee Ralph, Lisa Ann Walter, Tyler James Williams | |
| Barry                     | Barry                        | Sarah Burns, D'Arcy Carden, Anthony Carrigan, Turhan Troy Caylak, Sarah Goldberg, Nick Gracer, Bill Hader, Jessy Hodges, Michael Irby, Gary Kraus, Stephen Root, Henry Winkler | |
| Gyilkos a házban          | Only Murders in the Building | Michael Cyril Creighton, Cara Delevingne, Selena Gomez, Jayne Houdyshell, Steve Martin, Martin Short, Adina Verson | |
| Hacks – A pénz beszél     | Hacks                        | Carl Clemons-Hopkins, Paul W. Downs, Hannah Einbinder, Mark Indelicato, Jean Smart, Megan Stalter | |
| A mackó                   | The Bear                     | Lionel Boyce, Liza Colón-Zayas, Ayo Edebiri, Abby Elliott, Edwin Lee Gibson, Corey Hendrix, Matty Matheson, Ebon Moss-Bachrach, Jeremy Allen White | |
| 2023 30. gála             |                              | | |
| A mackó                   | The Bear                     | Lionel Boyce, Jose Cervantes Jr., Liza Colón-Zayas, Ayo Edebiri, Abby Elliott, Richard Esteras, Edwin Lee Gibson, Molly Gordon, Corey Hendrix, Matty Matheson, Ebon Moss-Bachrach, Oliver Platt, Jeremy Allen White                                                                                     | |
| Abbott Általános Iskola   | Abbott Elementary            | Quinta Brunson, William Stanford Davis, Janelle James, Chris Perfetti, Sheryl Lee Ralph, Lisa Ann Walter, Tyler James Williams | |
| Barry                     | Barry                        | Anthony Carrigan, Sarah Goldberg, Zachary Golinger, Bill Hader, Andre Hyland, Fred Melamed, Charles Parnell, Stephen Root, Tobie Windham, Henry Winkler, Robert Wisdom | |
| Gyilkos a házban          | Only Murders in the Building | Gerald Caesar, Michael Cyril Creighton, Linda Emond, Selena Gomez, Allison Guinn, Steve Martin, Ashley Park, Don Darryl Rivera, Paul Rudd, Jeremy Shamos, Martin Short, Meryl Streep, Wesley Taylor, Jason Veasey, Jesse Williams                                                                       | |
| Ted Lasso                 | Ted Lasso                    | Annette Badland, Kola Bokinni, Edyta Budnik, Adam Colborne, Phil Dunster, Cristo Fernández, Kevin "KG" Garry, Brett Goldstein, Billy Harris, Anthony Head, Brendan Hunt, Toheeb Jimoh, James Lance, Nick Mohammed, Jason Sudeikis, Jeremy Swift, Juno Temple, Hannah Waddingham, Bronson Webb, Katy Wix | |
| 2024 31. gála             |                              | | |
| Gyilkos a házban          | Only Murders in the Building | Michael Cyril Creighton, Zach Galifianakis, Selena Gomez, Richard Kind, Eugene Levy, Eva Longoria, Steve Martin, Kumail Nanjiani, Molly Shannon, Martin Short | |
| Abbott Általános Iskola   | Abbott Elementary            | Quinta Brunson, William Stanford Davis, Janelle James, Chris Perfetti, Sheryl Lee Ralph, Lisa Ann Walter, Tyler James Williams | |
| A mackó                   | The Bear                     | Lionel Boyce, Liza Colón-Zayas, Ayo Edebiri, Abby Elliott, Edwin Lee Gibson, Corey Hendri, Matty Matheson, Ebon Moss-Bachrach, Ricky Staffieri, Jeremy Allen White | |
| Hacks – A pénz beszél     | Hacks                        | Rose Abdoo, Carl Clemons-Hopkins, Paul W. Downs, Hannah Einbinder, Mark Indelicato, Jean Smart, Megan Stalter | |
| Direkt terápia            | Shrinking                    | Harrison Ford, Brett Goldstein, Devin Kawaoka, Gavin Lewis, Wendie Malick, Lukita Maxwell, Ted McGinley, Christa Miller, Jason Segel, Rachel Stubington, Luke Tennie, Michael Urie, Jessica Williams | |

## Rekordok

### Többszörös győzelmek
2 elnyert díj
- A káprázatos Mrs. Maisel (egymást követő években)
- Office (egymást követő években)
- Szex és New York
- Született feleségek (egymást követő években)

3 elnyert díj
- Narancs az új fekete (egymást követő években)
- Seinfeld (ebből két díj egymást követő években)

4 elnyert díj
- Modern család (egymást követő években)

### Többszörös jelölések
| 2 jelölés - Feketék fehéren - GLOW - Ki ez a lány? - Nagy Katalin – A kezdetek - A káprázatos Mrs. Maisel - Nancy ül a fűben - Schitt's Creek 3 jelölés - Abbott Általános Iskola - A mackó - Űrbalekok - Félig üres - Az ítélet: család - Törtetők - Hacks - A pénz beszél - A Kominsky-módszer - Ted Lasso | 4 jelölés - Ally McBeal - Barry - Glee – Sztárok leszünk! - Gyilkos a házban - Megőrülök érted - Narancs az új fekete - Seinfeld 5 jelölés - Az alelnök - Született feleségek - Szex és New York - Will és Grace 6 jelölés - Agymenők 7 jelölés - A stúdió - Jóbarátok - Office - Szeretünk Raymond | 8 jelölés - Modern család 10 jelölés - Frasier – A dumagép |

## Fordítás
- Ez a szócikk részben vagy egészben  a   Screen Actors Guild Award for Outstanding Performance by an Ensemble in a Comedy Series című angol Wikipédia-szócikk ezen változatának fordításán alapul.  Az eredeti cikk szerkesztőit annak laptörténete sorolja fel. Ez a jelzés csupán a megfogalmazás eredetét és a szerzői jogokat jelzi, nem szolgál a cikkben szereplő információk forrásmegjelöléseként.